# Nybosjön (Rogsta socken, Hälsingland)
Nybosjön är en sjö i Hudiksvalls kommun i Hälsingland och ingår i Harmångersån-Delångersåns kustområde. Sjöns area är 0,01 kvadratkilometer och den befinner sig 39 meter över havet.